# Юйцзюлюй Юйчен
Юйцзюлюй Юйчен (кит.: 郁久閭予成; д/н — 485) — 7-й жужанський каган у 464—485 роках.

## Життєпис
Старший син кагана Тухечженя. Посів трон 464 року. Взяв собі ім'я Шоулобучжень-каган (Милостивий каган). Першим за китайським звичаєм, впровадив еру панування, яку назвав ера Юнкан (永 康) — «Вічноспокійна».
Вирішив скористатися малолітством вейського імператора Сянь Вень-ді, атакувавши прикордонні землі, але зазнав поразки у 465 і 466 роках. 468 року відправив подарунки до двору держави Рання Сун. 469 року відправив подарунки до імперії Вей. За цим розпочав похід з метою підкорення Таримського басейну.
У 470 році підкорив усі князівства Тариму, окрім Хотану. Останньому на допомгу прийшла вейська армія. Тоді каган знову напав на імперію Вей, втім потрапив у пастку, втративши 50 тис. вояків вбитими і 10 тис. полоненими. Вейська армія переслідувала кагана далеко в степу. У 472 і 473 роках спробував захопити Дуньхуан, що перебував під владою Вей. 473 року уклав союз з Чансу, ваном Когурьо, спрямований проти імперії Вей.
У 475 році Юйчен відправив посольство до нового і мператора Сяо Вень-ді висловив бажання одружитися на сестрі останнього. Незважаючи на те, що імператорський двір не відповів ствердно, обидві держави протягом 476—477 років декілька разів обмінялися подарунками. Втім 479 року надав допомогу Сяо Даочену, імператору Південної Ці, відбити напад вейських військ. Того ж року спільно з ваном Чансу завдав поразки племені дідоудань-кіданів.
485 року відправив військо атакувати вейські володіння. Ще до завершення походу каган помер. Йому спадкував син Юйцзюлюй Доулунь.